# Ethusa microphthalma
Ethusa microphthalma är en kräftdjursart som beskrevs av Sidney Irving Smith 1881. Ethusa microphthalma ingår i släktet Ethusa och familjen Dorippidae. Inga underarter finns listade i Catalogue of Life.